# Hemithyrsocera macifera
Hemithyrsocera macifera är en kackerlacksart som först beskrevs av Roth, L. M. 1985.  Hemithyrsocera macifera ingår i släktet Hemithyrsocera och familjen småkackerlackor.
Artens utbredningsområde är Laos. Inga underarter finns listade i Catalogue of Life.